# Ctenopharynx
Ctenopharynx: (Lat.: „Cteno“ abgel. vom altgr. κτείς κτενός „ktēīs, ktenós“ für „Kamm“ + Pharynx = Rachen) ist eine Gattung afrikanischer Buntbarsche (Cichlidae). Sie kommt endemisch im Malawisee in Ostafrika vor.

## Merkmale
Ctenopharynx-Arten sind glänzend metallisch hellblau, silbrig oder gelblich gefärbt und erreichen Körperlängen von 14 bis 18 cm. Ihre Körperseiten sind mit Querbändern und/oder drei dunklen Flecken gemustert. Letztere befinden sich unter dem hartstrahligen Abschnitt der Rückenflosse, unter dem weichstrahligen Teil dieser Flosse und auf dem Schwanzstiel und werden nach hinten immer kleiner. Die Flecken sind bei Weibchen deutlicher ausgeprägt als bei den Männchen. Als diagnostisches Merkmal der Gattung gelten die eng beieinander stehenden Kiemenrechen (Kiemenreusenfortsätze).

## Lebensweise
Ctenopharynx-Arten leben über Sandböden und ernähren sich von sehr kleinen Organismen, die sie schräg mit dem Kopf nach unten schwimmend vom Substrat aufnehmen und von Plankton. Wie die meisten Buntbarsche des Malawisees sind die drei Ctenopharynx-Arten oviphile Maulbrüter.

## Arten
- Ctenopharynx intermedius (Günther, 1864)
- Ctenopharynx nitidus (Trewavas, 1935)
- Ctenopharynx pictus (Trewavas, 1935)